# Dommartin-le-Saint-Père
Dommartin-le-Saint-Père – miejscowość i gmina we Francji, w regionie Grand Est, w departamencie Górna Marna. Nazwa miejscowości pochodzi od imienia św. Piotra.
Według danych na rok 1990 gminę zamieszkiwało 298 osób, a gęstość zaludnienia wynosiła 20 osób/km². 